# Iván-Gál Hanna Krisztina
Iván-Gál Hanna Krisztina, születési nevén Gál Hanna Krisztina (Debrecen, 1998. október 30. –) magyar sakkozó, női FIDE-mester (WFM), magyar válogatott, olimpiai kerettag. Háromszoros ifjúsági Európa-bajnok: két egyéni bajnoki címet nyert (2010,  2013), valamint egy csapatversenyt (2015). Legmagasabb Élő-pontszáma 2218 volt 2015. novemberben.

## Sakkozóként
Édesapja tanította meg a sakkozás alapjaira. Komolyabban 7–8 éves korában kezdett el játszani. Donka Péter FIDE-mester szerettette meg vele a sportot, később Mester Gyula FIDE-mester vette át a tanítását. Legelső jelentős eredménye az országos bajnoki cím volt a kilencévesek között.
2008-ban az U8 korcsoportos nemzeti bajnokságon a második helyezettel azonos pontszámmal bronzérmet szerzett. 2011-ben, 12 évesen bekerült a Nemzeti Tehetség Tanács felfedezettjei közé, miután 2010-ben a 12 évesek között megnyerte az országos bajnokságot és az országos villámbajnokságot, a rapid bajnokságon 2. helyezést ért el. Megnyerte a korcsoportos rapid Európa-bajnokságot, és a világbajnokságon a 30. helyen végzett. 2011-ben a III. Karnevál Sakk Kupán az A-csoportban a mesterek között 12 évesen a legjobb női versenyző volt. 2012-ben megnyerte az U14 korcsoportos országos bajnokságot, és a világbajnokságon korcsoportjában a 10. helyen végzett. 2013-ban Szalonikiben a World School Chess Championships elnevezésű sakkversenyen – addigi pályafutása legjobb eredményét elérve – az ötödik helyet szerezte meg. Ugyanebben az évben a Budvában rendezett ifjúsági rapidsakk Európa-bajnokságon a 16 évesek korcsoportjában megszerezte az aranyérmet, és az U20 korosztályos magyar ifjúségi bajnokságon 15 évesen a bronzérmet szerezte meg. 2014-ben a görögországi Kavála városában rendezett iskolás villám világbajnokságon az U17 korosztályban a második helyet szerezte meg.
2013-ban a Budapesten rendezett First Saturday verseny FIDE-mester csoportjában egyetlen női versenyzőként szerezte meg a férfiak előtt a csoportgyőzelmet. 2013-ban az V. Karnevál Kupán ismét ő lett a legjobb női versenyző. Ugyanebben az évben a Nyíregyházán rendezett XXXII. Nyírségi tornán 15 éves mesterjelöltként legyőzte a korábbi kétszeres győztes Vaszilij Prokopisint, és az A-csoportban a mesterek között a legjobb női eredményt érte el. 2014-ben a Berekfürdői Ősz nemzetközi sakkversenyen az A-csoportban, a mesterek között egyedüli nőversenyzőként az ötödik helyen végzett. Ugyanebben az évben az U16-os sakkolimpián a 4. helyezést elért fiú A-csapat tagjaként szerepelt. 2015-ben az Országos Egyéni Diákolimpia döntőjében a 2. helyen végzett. A szerbiai Újvidéken rendezett ifjúsági sakkcsapat-Európa-bajnokságon a fiú csapat tagjaként a csapattal megszerezte az Európa-bajnoki címet, ugyanitt egyéniben az U18 korosztályos lányok között holtversenyben az első helyen végzett. 2016-ban a magyar válogatott tagja volt a szlovéniai Celjében rendezett U18 korosztályos Sakkcsapat-Európa-bajnokságon, ahol a csapat az 5. helyet szerezte meg. 2016-ban az U20 korosztályos országos sakkbajnokságon a lányok között az 1. helyet szerezte meg.
A Maróczy Géza születésének 150. évfordulója alkalmából 2020-ban Szegeden rendezett versenyen a legjobb női versenyző díját szerezte meg.
A 2022-es magyar női sakkbajnokságon bronzérmet szerzett. A 2024-es Sakk-Európa-bajnokságon negyedik legjobb magyarként a 182 versenyző között a 69. helyen végzett. 2024-ben bekerült a sakkolimpiai keretbe. 2024-ben tagja volt a Mitropa Kupán szereplő magyar női válogatottnak.
A Debreceni EAC sakkszakosztályában kezdett versenyezni. 2013-ban került a Paksi Atomerőmű SE csapatához, a 2024–2025-ös bajnoki szezonban a Gyöngyös-Kékestető székhelyű Kékesi SE csapatának tagja.

## Tudományos munkája
2022-ben a Debreceni Református Hittudományi Egyetem Kölcsey Ferenc Tanítóképzési Intézetében írta diplomamunkáját Kulturális emlékezet és emlékezetpolitika Arna Bontemps gyermekregényeiben címmel. Ezzel a munkájával az Országos Tudományos Diákköri Konferencia versenyén 2. helyezést ért el.

## Megjelent könyvei, kurzusai
- Hanna Iván-Gál – Laszlo Hazai: Beating the Hedgehog System: Using a Space Advantage in the Chess Opening (2023) ISBN 9493257738
- Hanna Iván-Gál; Laszlo Hazai: Beating the Hedgehog System. (Hozzáférés: 2024. augusztus 29.)
- Hanna Iván-Gál; Laszlo Hazai: The King's Indian Attacking Manual. (Hozzáférés: 2024. augusztus 29.)

## Díjai, elismerései
- 2009: Jó tanuló, jó sportoló (Hajdú-Bihar megye díja)[31]
- 2011: a Nemzeti Tehetség Tanács felfedezettje[4]
- 2011: Jó tanuló, jó sportoló (Hajdú-Bihar megye díja)[32]
- 2014: Jó tanuló, jó sportoló (Magyarország Kormányának díja)[33]
- 2016: Debrecen Megyei Jogú Város Önkormányzata által létrehozott Tehetséges Debreceni Fiatalokért Közalapítvány Kuratóriumának díja azok számára, akik „a tudomány, a művészet, a technika, az oktatás, a sport és egyéb területeken komoly teljesítményt értek el, s tehetségük további kibontakoztatásához, képességeik bizonyításához támogatást érdemelnek.”[34]